# Erik Gustavson
Erik Gustavson född 1955 i Oslo, är en norsk regissör, manusförfattare och filmproducent. 

## Regi i urval
- 2000 - Dykaren
- 1999 - Sofies värld
- 1986 - Utan vittne